# Нгуен Тхи Тхань Ан
Нгуен Тхи Тхань Ан (вьет. Nguyễn Thị Thanh An; род. 17 июня 1976) — вьетнамская шахматистка, гроссмейстер среди женщин (2005).

## Биография
В 2010 году победила на чемпионате стран АСЕАН по шахматам среди женщин. В 2013 году победила на зональном турнире стран Восточной Азии по шахматам среди женщин.
Участвовала в женских чемпионатах мира по шахматам:
- В 2000 году в Нью-Дели в первом туре проиграла Татьяне Василевич[3];
- В 2004 году в Элисте в первом туре проиграла Кетеван Кахиани[4];
- В 2008 году в Нальчике без игры вышла во второй тур, где проиграла Елене Седине[5];
- В 2015 году в Сочи в первом туре проиграла Антоанете Стефановой[6].

Представляла Вьетнам на пяти шахматных олимпиадах (2000—2006, 2010) и двух командных чемпионатах мира по шахматам (2007, 2011). В командных чемпионатах Азии по шахматам участвовала восемь раза (1999—2016). В командном зачете завоевала 2 золотые (2005, 2009), серебряную (2003) и 2 бронзовые (2008, 2012) медали. В индивидуальном зачете завоевала 2 золотые (2005, 2009) и серебряную (2016) медали. В 2006 году участвовала в шахматном турнире Летних Азиатских игр.
В женском командном турнире по шахматам Летних Азиатских игр участвовала в 2010 году и в командном зачете завоевала бронзовую медаль. В женском командном турнире по шахматам Азиатских игр в помещениях участвовала в 2007 году и в командном зачете завоевала бронзовую медаль.